# Georgien i olympiska vinterspelen 2002
Georgien deltog i olympiska vinterspelen 2002. Georgiens trupp bestod av fyra idrottare varav tre var män och en var kvinna. Den äldsta idrottaren i Georgiens trupp var Kakha Tsakadze (33 år, 15 dagar) och den yngsta var Robert Makharashvili (20 år, 141 dagar).

## Resultat

### Alpin skidåkning
- Slalom herrar
  - Robert Makharashvili - ?
- Storslalom damer
  - Sofia Akhmeteli - ?
- Slalom damer
  - Sofia Akhmeteli - ?

### Konståkning
- Singel herrar
  - Vakhtang Murvanidze - 17

### Backhoppning
- Normal backe
  - Kakha Tsakadze - 46 q
- Stor backe
  - Kakha Tsakadze - 50 q